# 320e Infanteriedivisie (Duitsland)
De Duitse 320e Infanteriedivisie (Duits: 320. Infanterie-Division) was een Duitse infanteriedivisie tijdens de Tweede Wereldoorlog. De divisie werd opgericht op 2 december 1940.
De divisie bestond uit delen van de 58e Infanteriedivisie en de 254e Infanteriedivisie. De eenheid vocht tijdens haar gehele bestaan aan het oostfront. Op 9 oktober 1944 werd de divisie officieel opgeheven en gereorganiseerd. De divisie kreeg als nieuwe naam 320. Volksgrenadier Division.

## Bevelhebbers
- Generalleutnant Karl Maderholz, 15 december 1940 – 2 december 1942
- Generalleutnant Georg-Wilhelm Postel, 2 december 1942 – 26 mei 1943
- General der Infanterie Kurt Röpke, 26 mei 1943 – 20 augustus 1943
- Generalleutnant Georg-Wilhelm Postel, 20 augustus 1943 – 10 juli 1944
- Generalmajor Otto Schell, 10 juli 1944 – 2 september 1944